# Подлунная сфера
Подлунная сфера — одна из концепций древнегреческой астрономии, описанная в трудах Аристотеля. Обозначает область геоцентрической системы мира, расположенную ниже Луны, состоящую из четырёх стихий: земли, воды, воздуха и огня и подверженную постоянным изменениям, в отличие от неизменной сферы эфира, которая простирается от Луны до границ вселенной, и в которой расположены планеты и звёзды.

## Эволюция концепции
Концепцию подлунной сферы изначально сформулировали Платон и Аристотель, их идеи лежали в парадигме геоцентрической системы мира. В Средние века аристотелевские идеи развивал Авиценна. Средневековый схоласт Фома Аквинский, отмечал разницу между небесной и подлунной сферами в своём труде Сумма теологии, а также упоминал, что Цицерон и Лукан осознавали границы между Природой и Небом, подлунной и эфирной сферами. Результатом этого стало средневековое представление о том, что К. С. Льюис назвал «„великим разделением“ … между эфиром и воздухом, „небом“ и „природой“, царством богов (или ангелов) и царством демонов, царством необходимости и сопряжённости, нетленным до тленным».
Разработка Коперником гелиоцентрической системы мира нанесла серьёзный удар концепции подлунной сферы. Наблюдения Тихо Браге сверхновой звезды и комет в якобы неизменной сфере эфира окончательно подорвали аристотелевские представления. Томас Кун приводит крушение концепции подлунной сферы в качестве наглядного примера появления новых возможностей, возникающих при смене научной парадигмы.

## В художественной литературе
Данте в «Божественной комедии» помещает гору Чистилище выше подлунной сферы, поэтому её склоны не подвержены природным изменениям.